# Open interest
L'open interest rappresenta il numero di contratti derivati, come futures e opzioni, non ancora chiusi ad uno specifico momento temporale.
Si può definire dunque come la somma di tutte le posizioni lunghe o corte aperte nel mercato in uno specifico istante.
L'open interest differisce dal valore del volume giornaliero di operazioni: quest'ultimo infatti può risultare differente a seguito di operazione di day trading. Un aumento o una diminuzione dell'open interest non fornisce informazioni circa l'andamento dei prezzi ma indica solamente un rafforzamento o un indebolimento dell'attività di trading.

## Differenza fra volumi e open interest
I Volumi rappresentano la quantità di operazioni realizzate in un certo lasso di tempo, riflettendo la fluidità di un'attività finanziaria. Alti volumi indicano grande fluidità, mentre volumi bassi suggeriscono scarsa liquidità e minor interesse di scambio.
Per esempio, Rossi stringe 2 contratti future con Verdi, cede un contratto a Bianchi, che a sua volta lo vende a Neri. Rossi poi chiude un contratto future con Verdi. Volume Totale = 5 
Tuttavia, i Volumi da soli non chiariscono lo scopo degli scambi, se per restare nel mercato, ritirare capitali o semplici mosse giornaliere di un day trader.
Qui entra in gioco l’Open Interest, che quantifica i contratti attivi nel mercato e il valore finanziario a rischio degli operatori.
L’Open Interest può crescere, ridursi o mantenersi stabile. È un valore sempre maggiore di zero, influenzato dall’apertura o chiusura di posizioni.
Nell'esempio di Rossi, Bianchi, Verdi e Neri, l’Open Interest finale, dopo tutti i calcoli, è solo di un contratto, nonostante ci siano stati 5 scambi.
Quindi, l’analisi dell’Open Interest fornisce dati essenziali per una gestione efficace del portafoglio, diversamente dai Volumi che indicano solo la frequenza degli scambi e il prezzo di negoziazione.
L’Open Interest, rivelando i contratti effettivamente attivi nel mercato, è fondamentale per tecniche avanzate di analisi di mercato, come l’Analisi Monetaria, che utilizza la Distribuzione Cumulata degli Open Interest per identificare le posizioni di mercato degli operatori
A questo proposito si deve anche considerare che l'Open Interest non corrisponde esattamente alle posizioni sul mercato: se Rossi vende 1 Call e contestuamete compera il sottostante la sua posizione netta è la vendita sintetica di una PUT. Questo lo si vede chiaramente nelle schermate del DPD ideato da Cagalli Tiziano 15 anni fa, infatti con algoritmi proprietari si riesce ad avere le posizioni nette, senza le sintetiche.